# Tronc braquiocefàlic
El tronc braquiocefàlic o artèria braquiocefàlica és una artèria del mediastí que subministra sang al braç dret i al cap i el coll. Anteriorment, es coneixia com a artèria innominada, que significa artèria sense nom.
És la primera branca de l'arc aòrtic. Poc després de sortir, l'artèria braquiocefàlica es divideix en l'artèria caròtide comuna dreta i l'artèria subclàvia.
No existeix una artèria braquiocefàlica per al costat esquerre del cos. La caròtida comuna esquerra i l'artèria subclàvia esquerra surten directament de l'arc aòrtic. Tanmateix, hi ha dues venes braquiocefàliques.

## Estructura
L'artèria braquiocefàlica sorgeix, a nivell de la vora superior del segon cartílag costal dret, des de l'inici de l'arc aòrtic, en un pla anterior a l'origen de l'artèria caròtide esquerra. Ascendeix obliquament cap amunt, cap enrere i cap a la dreta fins al nivell de la vora superior de l'articulació esternoclavicular dreta, on es divideix en l'artèria caròtide comuna i l'artèria subclàvia dretes. Aleshores, l'artèria travessa la tràquea per davant seu obliquament d'esquerra a dreta, aproximadament al centre de la tràquea o al nivell del novè cartílag traqueal.

### Relacions
L'artèria braquiocefàlica té relació amb:
- anterior - vena braquiocefàlica esquerra i tim
- posterior - tràquea
- dreta - vena cava superior, vena braquiocefàlica dreta i pleura
- esquerra - artèria caròtide comuna esquerra i tim

El tim se situa típicament al damunt de l'artèria braquiocefàlica i separa l'artèria de la superfície posterior del mànec de l'estern.

### Branques
L'artèria tiroidal ima ascendeix per davant de la tràquea fins a la part inferior de la tiroide, a la que irriga.